# (48774) Anngower
(48774) Anngower est un astéroïde de la ceinture principale.

## Description
(48774) Anngower est un astéroïde de la ceinture principale. Il fut découvert le 10 août 1997 à l'observatoire astrophysique du Dominion par David D. Balam. Il présente une orbite caractérisée par un demi-grand axe de 2,57 UA, une excentricité de 0,07 et une inclinaison de 6,5° par rapport à l'écliptique.

## Compléments